# سير غريفيث
سير سامويل ووكر غريفيث (21 يونيو 1845 - 9 أغسطس 1920) وسام القديس ميخائيل والقديس جرجس، المجلس الخاص للمملكة المتحدة، ومجلس الملك. كان قاضيًا وسياسيًا أستراليًا شغل منصب القاضي الأول لأستراليا من 1903 إلى 1919. شغل أيضًا منصب القاضي الأول لكوينزلاند ومنصب رئيس وزراء كوينزلاند مرتين، ولعب دورًا رئيسيًا في صياغة دستور أستراليا.
ولد غريفيث في ويلز، ووصل إلى منطقة خليج مورتون في نيو ساوث ويلز (التي تقع الآن في ولاية كوينزلاند) في سن الثامنة. التحق بجامعة سيدني، وبعد تدريب قانوني إضافي، تم قبوله في نقابة المحامين في عام 1867. انتخب غريفيث في الجمعية التشريعية لكوينزلاند في عام 1872.. شغل منصب المدعي العام من 1874 إلى 1878، وفيما بعد أصبح زعيم فصيل البرلمان الليبرالي. شملت فترات غريفيث كرئيس وزراء من 1883 إلى 1888 ومن 1890 إلى 1893. قاد الوفد الأسترالي إلى المؤتمر الاستعماري في عام 1887 وأبدى اهتمامًا كبيرًا بالشؤون الخارجية، مقدمًا الدعم المالي والإداري للإقليم الجديد بابوا وإنشاء قوة الدفاع البحري لكوينزلاند. على الصعيد الداخلي، كانت له سمعة كراديكالي وكان يُنظر إليه في البداية حليفًا لحركة العمال؛ تغير هذا بعد تدخل حكومته في إضراب الجزارين في عام 1891.
في عام 1893، اعتزل غريفيث السياسة ليتولى رئاسة المحكمة العليا في كوينزلاند. كثيرًا ما طُلبت منه المساعدة في صياغة التشريعات، وكان قانون الجرائم في كوينزلاند - والذي يعد الأول في أستراليا - من صنعه في الأغلب. كان غريفيث متحمسًا للفيدرالية، وكتب مع أندرو إنغليس كلارك مسودة الدستور التي قُدمت إلى المؤتمر الدستوري في عام 1891. حوفظ على العديد من مساهماته في الدستور النهائي الذي دخل حيز التفعيل في عام 1900. شارك غريفيث في صياغة قانون القضاء الفيدرالي لعام 1903، الذي أنشأ المحكمة العليا لأستراليا، ورشحه لاحقًا ألفريد ديكن ليصبح القاضي الأول الافتتاحي. ترأس عددًا من القضايا الدستورية، إلا أن المحاكم اللاحقة رفضت بعض تأويلاته. استدعي لتقديم المشورة للحكام العامين خلال فترات عدم الاستقرار السياسي. سميت جامعة غريفيث وضاحية غريفيث في كانبيرا تكريمًا له.

## نشأته
ولد غريفيث في ميرثير تيدفيل، ويلز، الابن الأصغر للقس إدوارد غريفيث، كاهن أبرشاني، وزوجته ماري، الابنة الثانية لبيتر ووكر. كانت شقيقته ماري هاريت غريفيث سيدة أعمال خيرية. رغم أصوله الويلزية، عاش أسلافه لما لا يقل عن ثلاثة أجيال في إنجلترا. هاجرت العائلة إلى منطقة خليج مورتون في نيو ساوث ويلز (الآن ولاية كوينزلاند) عندما كان سامويل في سن الثامنة. تلقى تعليمه في مدارس في إبسويتش، حيث كان والده كاهنًا من 1854 إلى 1856، وسيدني، ولاحقًا في مدرسة ويليام ماكنتاير في ميتلاند، حيث حصل على لقب «سام المتملق» بسبب «قدرته على الجدال في أي جانب من جوانب أي موضوع». واصل دراسته في جامعة سيدني، حيث تخرج بدرجة البكالوريوس في الآداب في عام 1863، مع مرتبة الشرف الأولى في الآداب الكلاسيكية والرياضيات والعلوم الطبيعية. خلال دراسته، حصل على منح كوبر وباركر وجوائز أخرى.
في عام 1865، حصل على زمالة تي. إس. مورت للسفر. خلال سفره إلى أوروبا، قضى بعض وقته في إيطاليا، وتتعلق بشدة بالشعب الإيطالي وأدبه. بعد سنوات عديدة، أصبح أول مترجم أسترالي لدانتي (جحيم دانتي أليغييري في عام 1908).
عند عودته إلى بريزبان، درس غريفيث القانون وتدرب على يد آرثر ماكاليستر، في إحدى في إحدى وزاراته حصل غريفيث لاحقًا على أول حقيبة وزارية له. قبل غريفيث في نقابة المحامين في عام 1867.
في عام 1870، عاد غريفيث إلى سيدني لإكمال درجة الماجستير في الآداب. في نفس العام، تزوج من جوليا جانيت تومسون.

## مسيرته السياسية
في عام 1872، انتخب غريفيث للجمعية التشريعية لكوينزلاند، عن شرق مورتون. طوال مسيرته المهنية، رأى نفسه كمحامٍ أولًا وكسياسي ثانيًا، واستمر في الظهور أمام النقابة حتى عندما كان في المنصب. حصل غريفيث على لقب مستشار الملكة في عام 1876. في البرلمان، اكتسب سمعة كمصلح ليبرالي. شغل منصب المدعي العام ووزير التعليم ووزير الأشغال، وأصبح زعيم الفصيل الليبرالي (غير مرتبط على الإطلاق بالحزب الليبرالي الحديث سواء في الوجود أو القيم) في عام 1879. كان عدوه الأكبر هو الزعيم المحافظ سير توماس مكإيلرايث، الذي اتهمه (بوجه حق) بالفساد.
كان لغريفيث مسيرة متميزة في السياسة في كوينزلاند. من بين التشريعات التي كان مسؤولًا عنها قانون اختبار الجناة، وتشريع رمز إلى القانون المتعلق بواجبات وصلاحيات قضاة السلام. نجح في إقرار قانون الثماني ساعات عمل من خلال الجمعية والذي رفضه المجلس التشريعي لكوينزلاند.
أصبح غريفيث رئيسًا للوزراء في نوفمبر 1883، محلًا مكإيلرايث. ساعد في انتخاب غريفيث كرئيس للوزراء تقرير مراقب عام الحسابات وليام ليورثي جود درو حول قروض المستعمرة التي تجاوزت 13 مليون جنيه استرليني. فاز غريفيث بالانتخابات التالية على أساس سياسته لمنع استيراد العمالة من كاناكا من الجزر. أقر قانونًا لهذا الغرض، لكن تبين أن أن الخطر الذي تسببت به صناعة السكر كان كبيرًا لدرجة حالت دون تفعيله. إلا أن التوظيف وضع تحت اللوائح وتم القضاء على بعض أسوأ الانتهاكات. أبدى غريفيث اهتمامًا خاصًا بغينيا الجديدة البريطانية، وكان في النهاية مسؤولًا عن إرسال السير ويليام ماكجريجور إلى هناك في عام 1888.
ظل غريفيث في منصب رئيس الوزراء حتى عام 1888، وعين فارس قائد في وسام القديس ميخائيل والقديس جورج في عام 1886، قبل تلقيه ترقية إلى فارس الصليب الكبير لوسام القديس ميخائيل والقديس جورج في عام 1895. كان غريفيث يُعتبر حليفًا مقربًا لحركة العمال. قدم مشروع قانون لتقنين النقابات العمالية، وأشار إلى أن «المشكلة الكبرى في هذا العصر ليست كيفية تجميع الثروة ولكن كيفية تأمين توزيعها بشكل أكثر عدالة». في عام 1888، هزمت حكومته. في المعارضة، كتب مقالات راديكالية لصحيفة «ذا بوميرانج». الصحيفة الاشتراكية التي أدارها ويليام لين.
في عام 1890، خان غريفيث فجأة أصدقاءه الراديكاليين وأصبح رئيس الوزراء مرة أخرى على رأس تحالف مستبعد مع مكإيلرايث، والمعروف باسم «غريفلرايث». في العام التالي، لعبت حكومته دورًا نشطًا في اعتقال ومحاكمة قادة إضراب الجزارين في عام 1891، حيث أشاد غريفيث شخصيًا بهذا القرار. نتيجة لذلك، أعلن ويليام لين غريفيث «محتالًا» في روايته عام 1892 «جنة العامل».

## رئيس قضاة كوينزلاند
في 13 مارس 1893، قبل الحاكم استقالة غريفيث من منصب نائب الرئيس وعضو المجلس التنفيذي والأمين العام والمدعي العام، وعيّن غريفيث قاضيًا أول للمحكمة العليا في كوينزلاند حيث خدم في المنصب حتى 4 أكتوبر 1903. نتيجة لذلك، لم يتمكن من أن يكون مندوبًا في مؤتمر الاتحاد الأسترالي لعام 1897-1898 الذي أنتج، بشكل شبه نهائي، دستور أستراليا، لكنه عمل مستشارًا خلف الكواليس للسير روبرت غاران، سكرتير لجنة الصياغة، التي تبعت الهيكل الذي وضعه في عام 1891. في عام 1899. أجرى حملة علنية لصالح التصويت «بنعم» في استفتاء الاتحاد في كوينزلاند. في مايو 1900، كتب التعديل الأخير على الدستور وسط مواجهة بين الأمين الاستعماري، جوزيف تشامبرلين، وإدموند بارتون، حول الحق في استئناف أحكام المحكمة العليا لأستراليا إلى اللجنة القضائية للمجلس الاستشاري. في حين كان تشامبرلين يرغب في أن يمنح الدستور مزيدًا من المجال لمثل هذه الاستئنافات، أراد بارتون، مع تشارلز كينغستون وألفريد ديكن، أن تظل محدودة. أدان غريفيث سلوك بارتون وكينغستون في الخفاء بأنه «بشع»، وصاغ صياغة التسوية التي تظهر في المادة 74، والتي أرضت الأطراف المعنية.